# Cubatão
Cubatão est une ville brésilienne de l'État de São Paulo. Sa population était estimée à 121 002 habitants en 2006. La municipalité s'étend sur 142 km². Un grave accident s'y est produit en 1984.

## Démographie
| Évolution de la population (municipalité) | Évolution de la population (municipalité) | Évolution de la population (municipalité) | Évolution de la population (municipalité) |
| Année                                     | Population                                |                                           | %±                                        |
| ----------------------------------------- | ----------------------------------------- | ----------------------------------------- | ----------------------------------------- |
| 1950                                      | 11 803                                    |                                           | —                                         |
| 1960                                      | 25 166                                    |                                           | 113,2%                                    |
| 1970                                      | 50 906                                    |                                           | 102,3%                                    |
| 1980                                      | 78 631                                    |                                           | 54,5%                                     |
| 1991                                      | 91 136                                    |                                           | 15,9%                                     |
| 2000                                      | 108 309                                   |                                           | 18,8%                                     |
| 2010                                      | 118 720                                   |                                           | 9,6%                                      |
| 2022                                      | 112 476                                   |                                           | −5,3%                                     |
| ,                                         |                                           |                                           |                                           |

## Maires
| Période | Période | Identité                      | Étiquette | Qualité |
| ------- | ------- | ----------------------------- | --------- | ------- |
| 2009    | 2012    | Marcia Rosa de Mendonça Silva | PT        |         |

## Jumelages
- Aveiro (Portugal)

## Accident
Le 24 février 1984, le pétrole s'échappe d'un pipe-line de la compagnie pétrolière Petrobras, se déversant dans un bidonville et provoquant un incendie; l'accident a fait au moins 508 victimes dont de nombreux enfants. Il n'y avait aucun système pour mesurer la pression dans le pipe-line.